# كبمبة
الكَبُمبة (الاسم العلمي:Cabomba، نقحرة: كابومبا) هي جنس من النباتات تتبع الفصيلة النيلوفرية من رتبة النيلوفريات. وهي نبتة من نباتات أحواض أسماك الزينة يزرع على عمق 2.5 سم أسفل الحصى بالحوض ويعطى شكل مروحي. موطنه الأصيل في أمريكة، يحتاج لإضاءة عالية، أوراقه لطيفة المنظر مقسمة تصلح لاختباء الأسماك حولها، يتكاثر بتقطيع أجزاء منه وإعادة غرسها. أوراق الكبمبة خضراء فاتحة ورفيعة على هيئة شعيرات، وتكون على شكل مراوح، ينتهي فرع النبات بمجموعة من الأوراق المكدسة على هيئة الرأس.
هذا النبات تستخدمه صغار الأسماك كمخبأ لها من الأعداء، ولكن السمك الكبير لا يستخدمه كمكان لوضع البيض فيه والكبمبة تحتاج إلى كمية كبيرة من الضوء ولكنها تعطي كمية لا بأس بها من الأوكسجين للمياه والنباتات الجذرية.

## أنواع الكبمبة
- كبمبة مائية
- كبمبة كارولينية
- كبمبة متفرعة
- كبمبة هاينسية
- كبمبة وتدية الشكل